# Bitterer Zinnober-Täubling
Der ungenießbare Bittere Zinnober-Täubling oder Bitterste Täubling (Russula amarissima syn. R. lepida var. amara) ist ein Pilz aus der Familie der Täublingsverwandten (Russulaceae). Er ist ein mittelgroßer Täubling mit karmin- bis purpurrotem Hut und samtiger Huthaut, der eine große Ähnlichkeit zum Harten Zinnober-Täubling hat, aber sehr bitter schmeckt und fruchtig riecht. Der Mykorrhizapilz erscheint von Sommer bis Herbst wohl überwiegend in kalkreichen Buchenwäldern.

## Merkmale

### Makroskopische Merkmale
Der rote Hut ist 6–16 cm breit und im Alter flach ausgebreitet, aber nicht niedergedrückt. Der Hut ist lebhaft karmin- oder purpurrot gefärbt. Manchmal ist er in der Mitte fast schwärzlich oder bräunlich, wie beim Purpurschwarzen Täubling. Der Rand ist oft blasser, aber auch die Mitte kann stark ausblassen und ist dann gelblich bis ockergelb gefärbt. Mitunter kommen auch mehr weinrötliche Farbtöne vor. Die Huthaut ist samtig matt, später feinkörnig, manchmal auch sehr fein rissig und konzentrisch wie beim Rotstieligen Leder-Täubling. Sie lässt sich ähnlich schwer abziehen wie beim Harten Zinnober-Täubling.
Die dichtstehenden und cremeweißen Lamellen sind dünn und haben häufig zum Hutrand hin rötlich überlaufene Schneiden. Im Alter können sie auch rostfleckig werden. Das Sporenpulver ist blass cremefarben, IIa nach Romagnesi.
Auch der weiße Stiel ist 5–10 cm lang und etwa 2–3,5 cm breit. Er ist mehr oder weniger rosa überlaufen und neigt wie das Fleisch zum Gilben. Er ist fest und an der Stielspitze erweitert und oft bereift. Unter der Huthaut ist das Fleisch rosa bis weinrot gefärbt. Der Täubling schmeckt sehr bitter, aber nicht nach Bleistiftholz und hat auch keinen Mentholgeschmack. Die Guajakreaktion ist schwach positiv oder uneindeutig, mit Eisensulfat verfärbt sich das Fleisch schmutzig orange. Der Täubling riecht schwach fruchtig.

### Mikroskopische Merkmale
Die Sporen sind 8–9 µm lang und 6–7,5 µm breit und mit gratig oder teilweise netzig verbundenen Warzen besetzt. Die Zystiden sind bis zu 100 (–120) µm lang und 10–15 µm breit, häufig stumpf und nicht oder nur undeutlich appendikuliert.
Die zylindrisch Pileozystiden in der Huthaut sind 3–5 (7) µm breit und bisweilen septiert. Die Hyphen-Endzellen sind 3–4 µm breit und mehr oder weniger gegliedert, stumpf oder zitzenförmig. Außerdem lassen sich in der Huthaut stark lichtbrechende Primordialhyphen nachweisen, die mehr oder weniger fein inkrustiert sind. Die Zystiden and Pileozystiden lassen sich mit Sulfovanillin kaum anfärben.

## Artabgrenzung
Ähnlich ist der Harte Zinnober-Täubling (R. rosea), der jedoch einen Mentholgeruch und einen Geschmack nach Zedernholz besitzt.
Auch der Ockerblättrige Zinnober-Täubling kann ähnlich aussehen und hat häufig auch einen leicht bitteren Geschmack, aber die Lamellen von reifen Fruchtkörpern sind ockergelb und das Sporenpulver deutlich gelb gefärbt.

## Ökologie
Der Bittere Zinnober-Täubling ist in Rotbuchenwäldern der kollinen bis eumontanen Höhenstufe und so auch in montanen Buchen-Tannenwäldern zu finden. Dort besiedelt er frische, basenreiche, aber nährstoffarme Böden über Kalk sowie ausreichend basenhaltigen Magmatischen und Metamorphen Gesteinen (Granite, Gneise, Basalt).
Der Bittere Zinnober-Täubling ist ein Mykorrhiza-Pilz, der ausschließlich unter Rotbuchen vorkommt.

## Verbreitung

Europäische Länder mit Fundnachweisen des Bitteren Zinnober-Täublings.
Legende:
Länder mit Fundmeldungen
Länder ohne Nachweise
keine Daten
außereuropäische Länder

Der seltene und wärmeliebende Bittere Zinnober-Täubling ist hauptsächlich in West- und Mitteleuropa verbreitet. In Großbritannien kommt er nur in Südengland vor. In Deutschland wurde er in Rheinland-Pfalz, im Saarland, in Baden-Württemberg und in Bayern, sowie im südlichen Teil der ehemaligen DDR (wohl Thüringen) nachgewiesen.

## Bedeutung
Der Bittere Zinnober-Täubling ist aufgrund seines bitteren Geschmacks ungenießbar.